# Jost von Silenen
Jost de Silenen (Jodoc/Jost von Silenen), né à Küssnacht entre 1435 et 1445 et mort en France en 1498, est un prélat suisse de la fin du XVe siècle, évêque de Grenoble, puis de Sion. 

## Biographie

### Origines

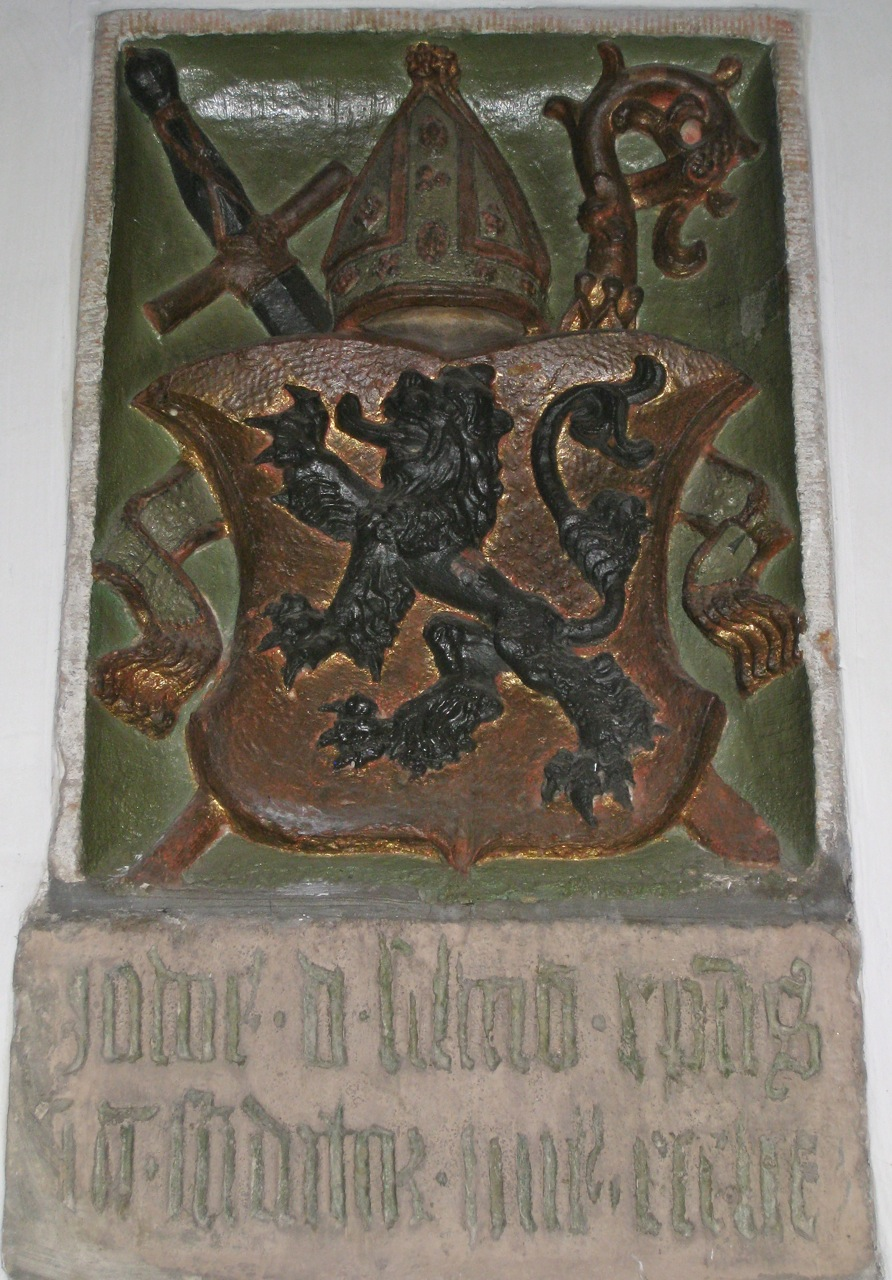
Les armoiries de Jost von Silenen à Loèche-les-Bains

Jost de Silenen, ou Jodoc voire Josse (Jodocus de Sillenon) est né entre 1435 et 1445, au château de Küssnacht, dans le canton de Schwytz. Sa famille, originaire du canton d'Uri, s'installe en Valais au début du XIVe siècle.
Il est le fils de Christophe de Silenen, premier vice-bailli/lieutenant du grand bailli du Valais (ou Landeshauptmann Statthalter) (1426) et grand châtelain de Sierre (1428), et d'Isabella de Chevron,.
Il a deux frères, Andreas, qui sera protonotaire apostolique, chanoine de
Valère et Albin († 1494), commandant des troupes de Lucerne dans les batailles de Morat et de Nancy et est le père de Kaspar von Silenen, 1er commandant de la Garde suisse pontificale.

### Début de carrière ecclésiastique
Jost étudie le droit à l'université de Pavie,. Il devient rapidement chanoine de Lucerne.
Il étudie les langues à Rome où il rencontre et devient familier du cardinal français Guillaume d'Estouteville, jusqu'en 1469.
Il obtient la prébende de maître de la fabrique à l'abbaye du Hof, à Lucerne, entre 1448 et 1455. Il est prévôt de Beromünster pour la période 1469 à 1482. Wolff le donnait prévôt en 1462. Il est chanoine à Schönenwerd, de 1468 à 1469.
Il devient partisan de la cause française en Suisse. Le roi de France Louis XI le fait son délégué auprès la Confédération suisse, entre 1473 et 1480.

### Carrière épiscopale
Cette proximité avec le roi de France, lui fait obtenir le siège épiscopal de Grenoble. Il est nommé dans un premier temps, en 1475, coadjuteur, avant de remplacer l'évêque titulaire Laurent Alleman, vers la fin de l'année 1477 (Wolff donnait par erreur 1479). Laurent Alleman ne retrouve son siège qu'en 1484.
En 1482, il devient prince-évêque de Sion. Son élection est due en partie à la Diète valaisanne.
Ses campagnes dans le Val d'Ossola échouent et les troupes valaisannes, aidées par les confédérés, sont vaincues à la bataille de Crevola par le duché de Milan.

### Éviction de Sion
Après une paix et sous la pression de Georges Supersaxo, Jost doit se retirer en avril 1496 à Lyon. Il est déposé comme évêque en 1497 et remplacé par Nicolas Schiner.
Il est nommé évêque titulaire d'Hiérapolis (de).
Jost de Silenen meurt au mois de décembre 1498, en France. Wolff donnait par erreur « L'évêque mourut à Rome en 1497 ».

## Héraldique
Les armes de Jost de Silenen se blasonnent ainsi : d'or au lion de gueules.